# Erzia (Mordovia)

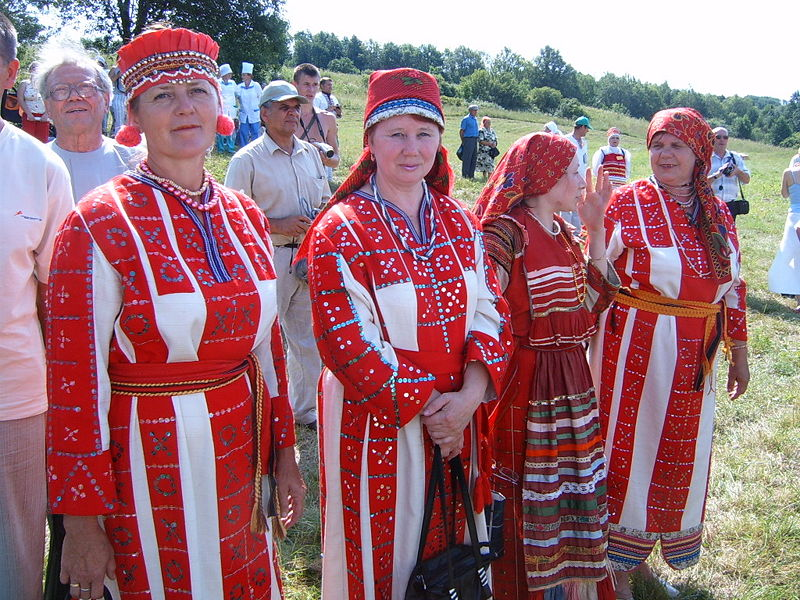
Erzieni din regiunea Penza la sărbătoarea Rasken Ozks

Erzia este o zonă din Mordovia locuită de erzieni  (în limba erziană: erzat) care sunt un grup etnic al mordvinilor  . Limba erziană face parte din grupul mordvin din subramura finică de pe Volga a ramurii fino-ugrice a familiei uralice. Erzienii trăiesc în bazinul râurilor Mokșa și Sura, precum și în zona dintre fluviul Volga și râul Belaya.

## Etimologie și istorie

### Etnogeneza
Populațiile moderne din Erzia au strămoși comuni cu acele populații care sunt acum stabilite în vest (ruși din Rusia Centrală și de Sud, belaruși, polonezi, slovaci), dar și populațiile din estul Germaniei, de care erzienii sunt mult mai apropiați din punct de vedere genetic. 
Studiul distribuției antigenelor de grupuri sanguine în Erzya și Moksha din Mordovia a arătat că apariția unor antigeni de eritrocite în Moksha și Erzia poate avea diferențe semnificative (de până la de 2 ori). 

### Antropologie
Erzienii aparțin variantei din zona Marea Albă-Marea Baltică a rasei caucaziene, care este reprezentată, pe lângă erzieni, de majoritatea popoarelor vorbitoare din Finlanda baltică și parte a komi-zîrianilor. . 

### Apariția limbii erziene
Printre lingviști, opinia dominantă este că acum mai mult de o mie și cinci sute de ani în urmă exista o singură limbă, mordvina veche, care funcționa într-un singur trib, după care s-au împărțit în mokșani și erzieni.   

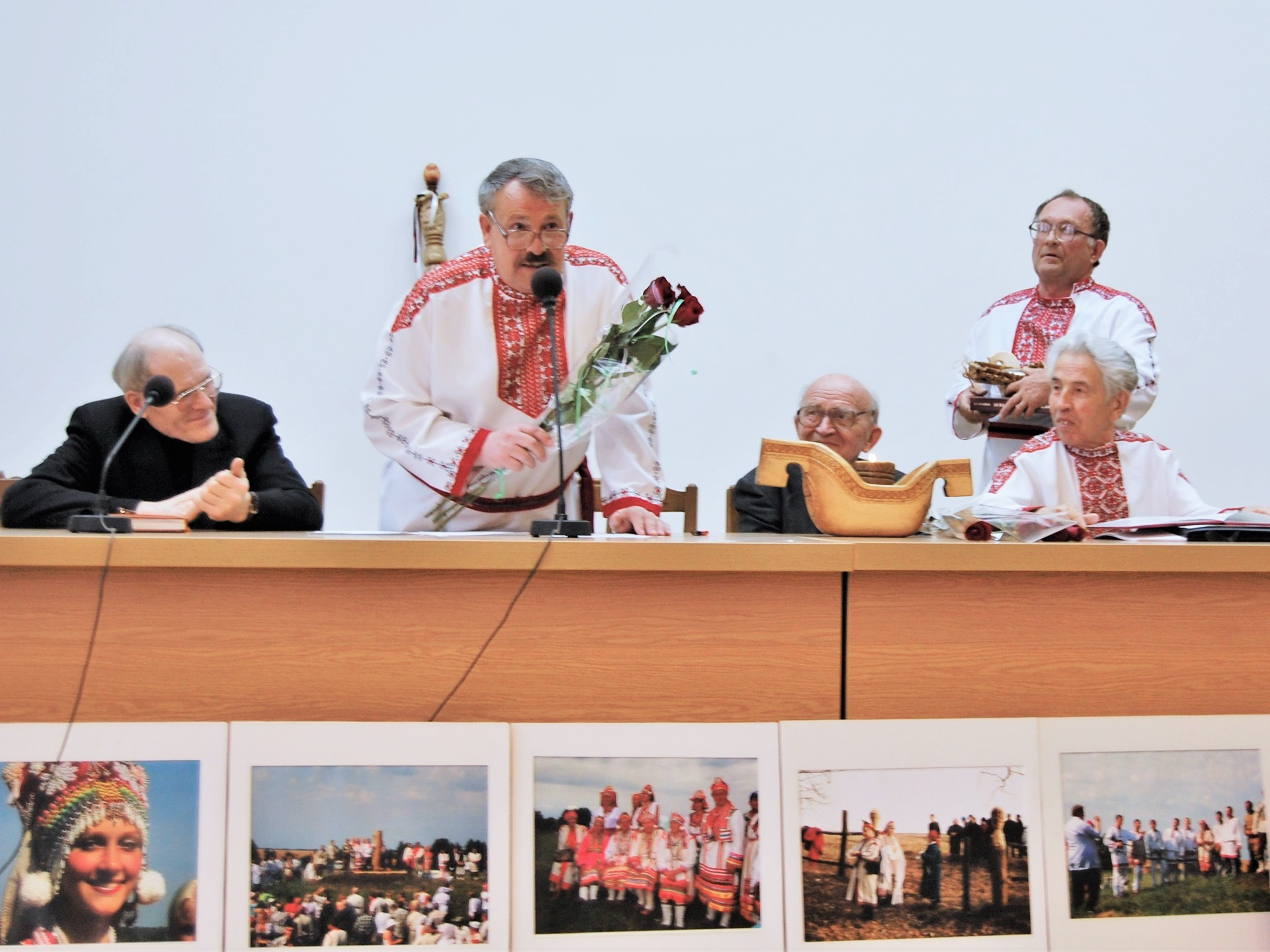
Ziua Erziei (în erziană: Erzien Kelene Chi), Saransk, 16 aprilie 2008

### Steagul erzian

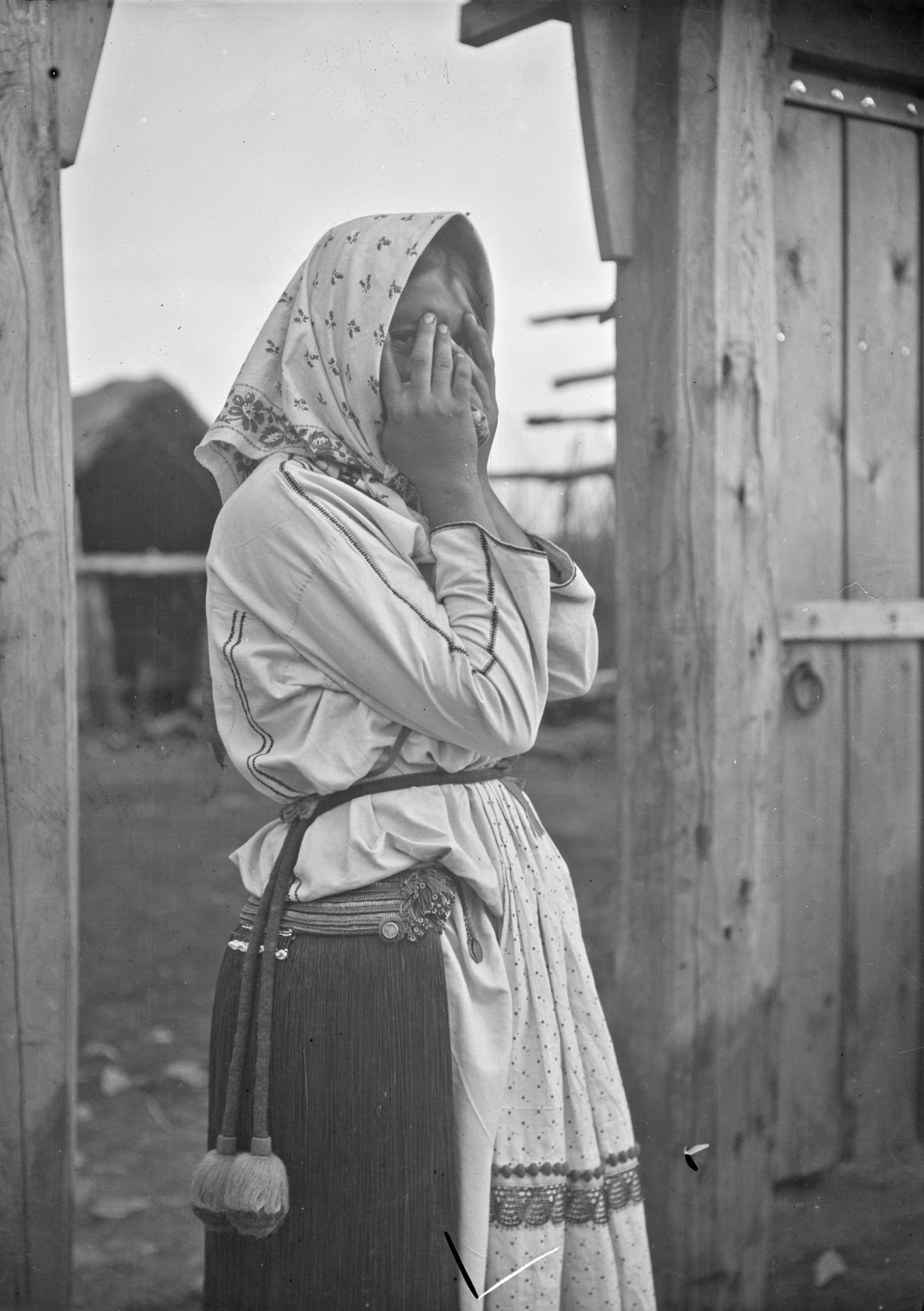
Fetița erziană Lukoșa (Lukos'a) este timidă și îi este frică de fotografiere. Loc: Vecikanovo, districtul Buguruslanski, regiunea Samara, Rusia. Data: 1914. Autor: A. O. Viasianen, Cercetări etno-expediționare și o excursie la Väisänen în 1914. Obiectele colecției de călătorie sunt înregistrate sub numărul SU4926: 1-112.
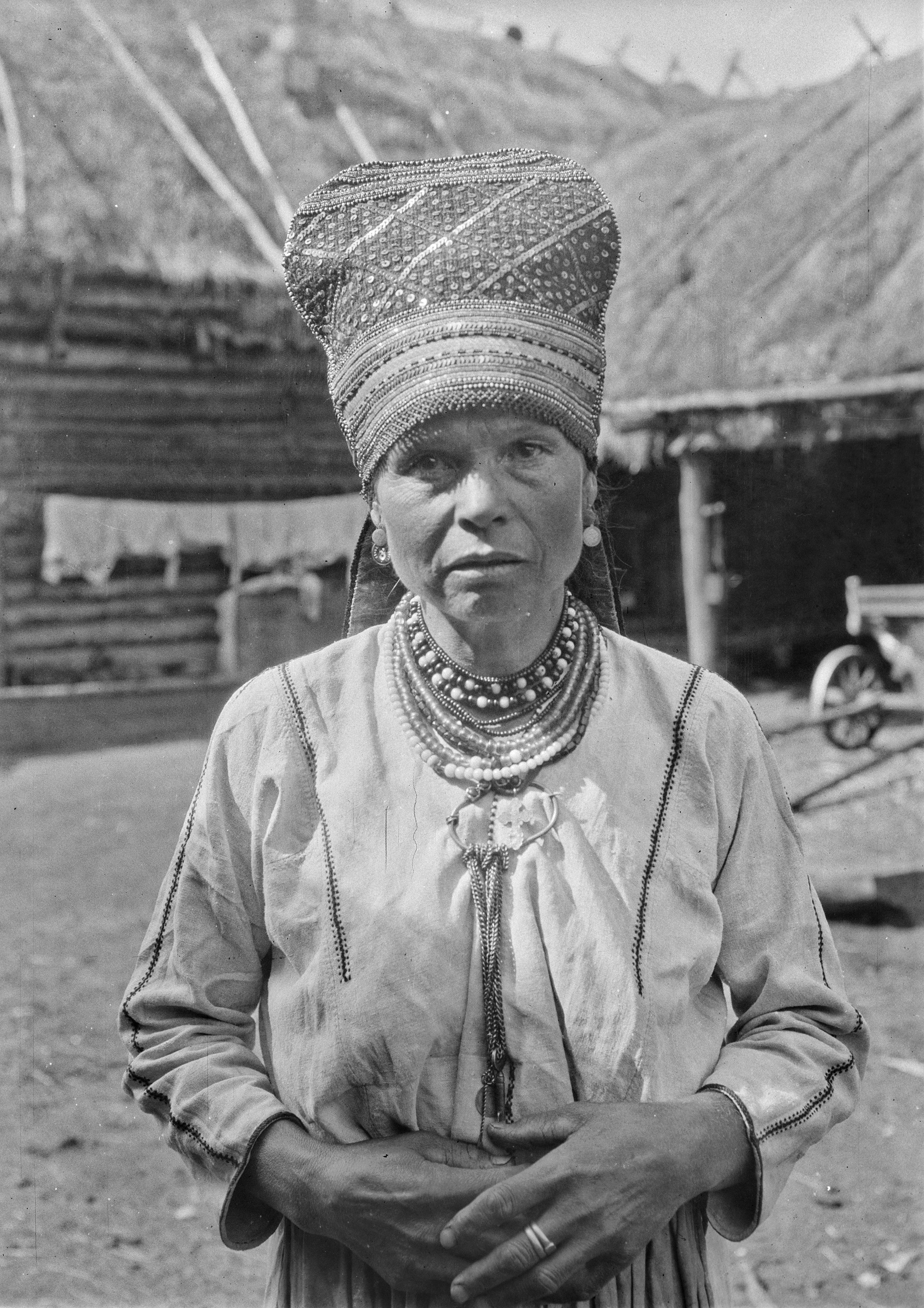
Femeie erziană la "patruzeci" ("sorokkaa"). Loc: Șentala, districtul Bugulminski (acum Șentala, districtul Șentalinski, regiunea Samara), Rusia. Data: 1914.  Autor: A. O.  Väisänen
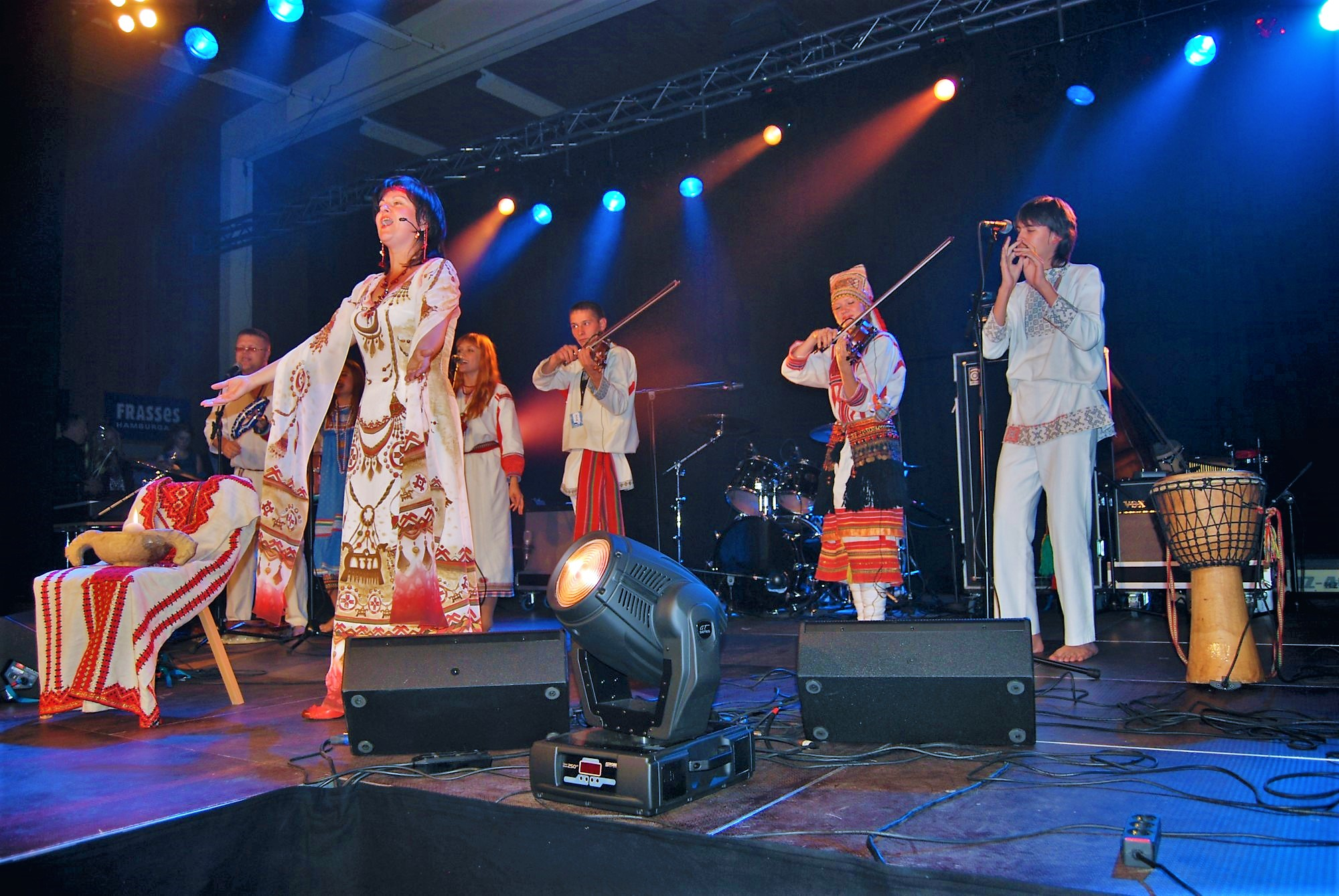
Grupul de artă populară "Mordens". În prim plan se află solista Elena Alîșeva
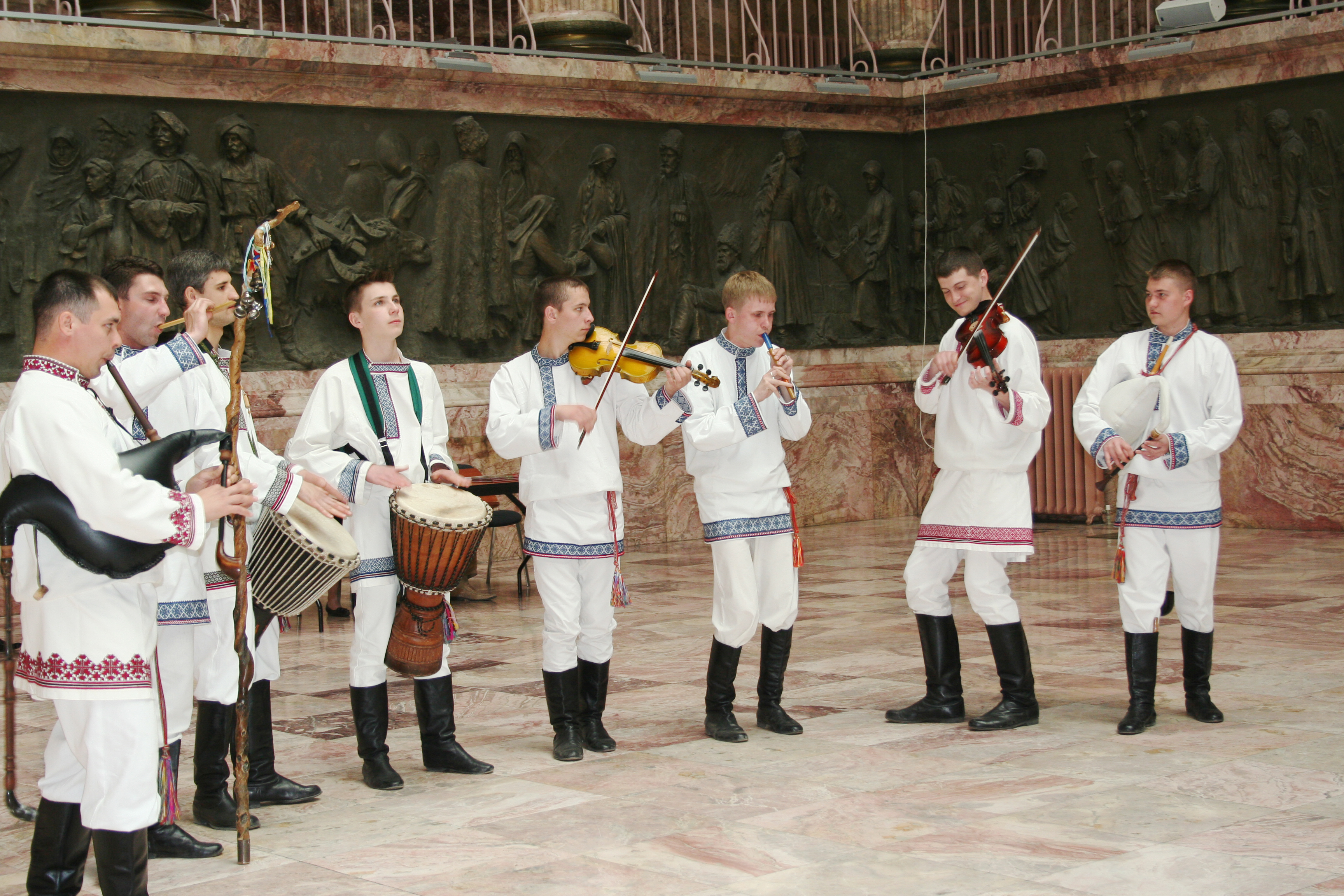
Grupul folcloric "Torama" din Muzeul Etnografic din 2009 din Sankt Petersburg.
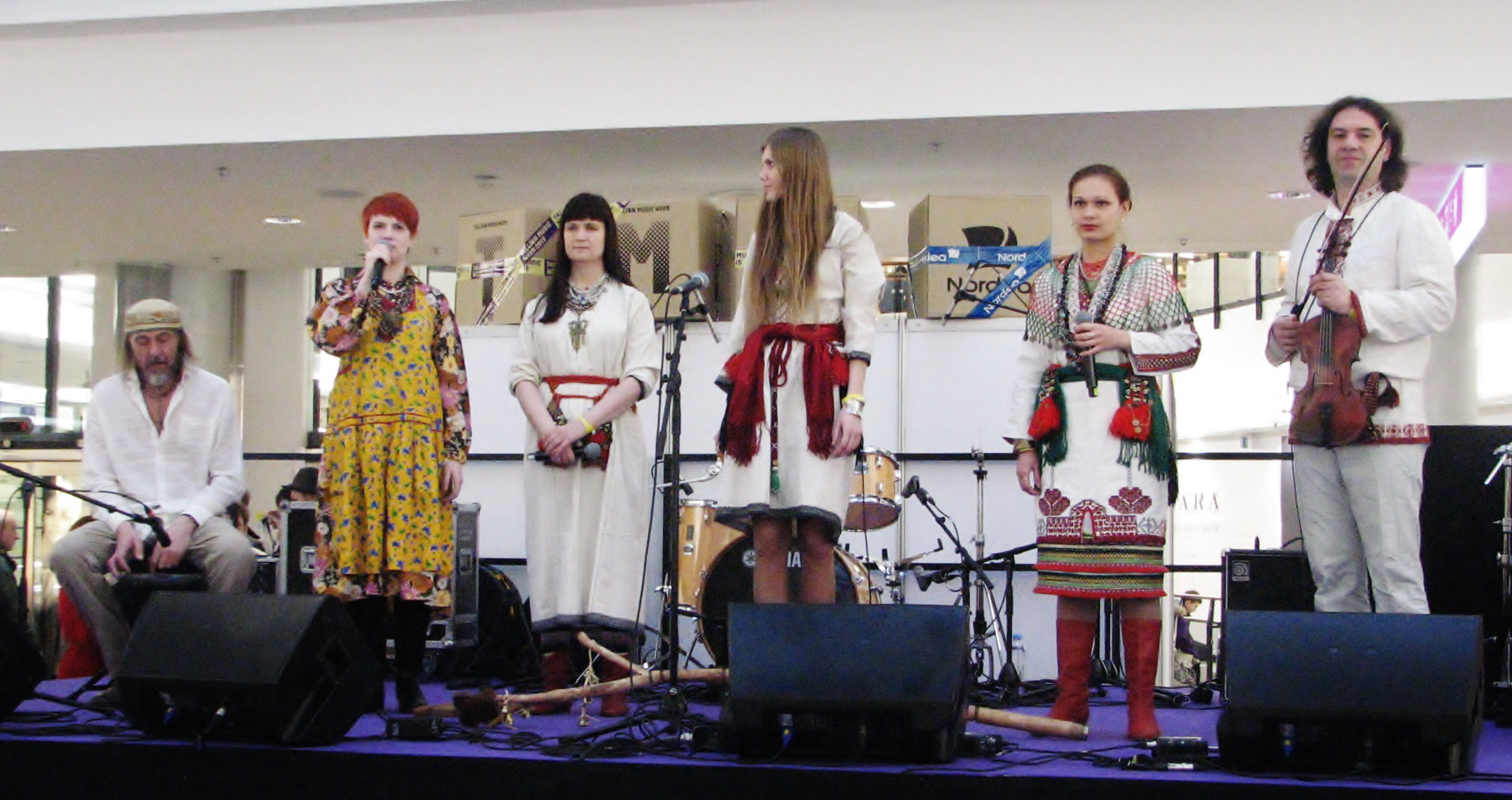
Trupa OYME la săptămâna muzicală din Tallinn, 2015
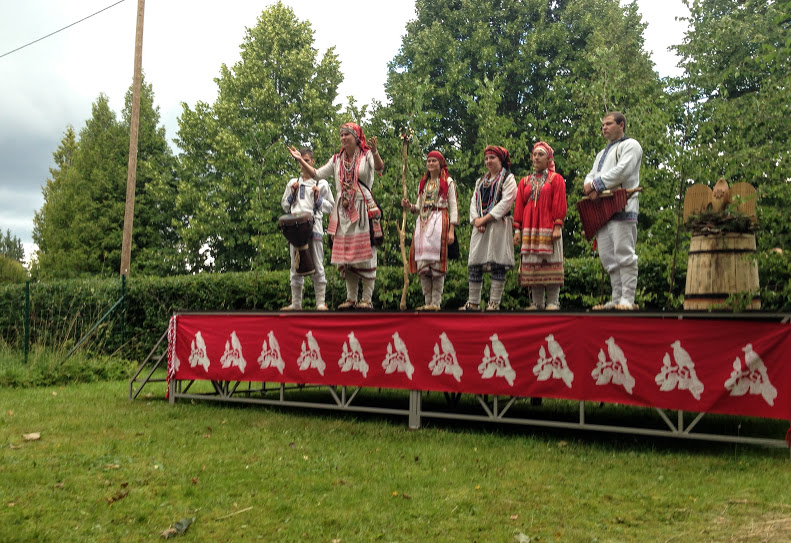
Grupul Merem pe Seto Kuningriigipäevad, Obinitz, 1.08. 2015